# 第一代瑟洛男爵爱德华·瑟洛
第一代瑟洛男爵爱德华·瑟洛，PC，KC（英語：Edward Thurlow, 1st Baron Thurlow，1731年12月9日—1806年9月12日），英国托利党政治家、律师，以其保守立场，获得英王乔治三世重用，也因此能够在多届政府中担任大法官，任职时间达十四年之久。他亦曾出任英格兰及威尔士法律政策專員（Solicitor General for England and Wales）、英格兰及威尔士总检察长（Attorney General for England and Wales）与总管大臣（Lord High Steward）等重要职位。瑟洛亦以雄辩滔滔，能言善辩著称。

## 生平

### 早年
爱德华·瑟洛，1731年12月9日生于诺福克郡，父亲是英国國教會牧师托马斯·瑟洛（Thomas Thurlow），母亲是罗伯特·史密斯（Robert Smith）之女伊丽莎白（Elizabeth）。他是长子，有两个姊妹，三个兄弟，当中有一人后为林肯主教（Bishop of Lincoln）、达勒姆主教（Bishop of Durham），也曾担任诺里奇地方议会参事（Alderman）。
瑟洛到了九岁，才到郡内一乡村，随布朗（Brett）念了两年书。随后，他又到一民政教區内的一间学校，念了大概五年书，布雷特（Brett）是该校当时的校长。念书期间，瑟洛表现突出，学习知识的速度很快，从来都不会忘记学过的知识，不过，他非常叛逆，脾气暴躁。离开这间学校后，他入读坎特伯雷国王公学，入读之后，他的表现与之前相比，有所改善。1748年10月5日，瑟洛获劍橋大學岡維爾與凱斯學院录取，深造期间，他经常引起校方不满，因为他态度恶劣，十分懒散，还与之前一样，非常叛逆。1751年，他未取得学位，就中途退学，学习法律。次年1月9日，瑟洛获內殿律師學院录取，随霍本（Holborn）事务律师查普曼（Chapman）学习法律，期间结识了诗人威廉·古柏。他学习法律的态度，与之前相比，认真了许多。
1754年11月22日，瑟洛取得律师资格，在榕树法院（Fig-Tree Court）任职，又开始在西部巡回法庭（Western Circuit）执业。1758年，他在卢克·罗宾逊诉温奇尔西伯爵案中，为后者辩护，表现令人印象深刻。1761年，他在一件有关版权的案件中，为出版商雅各布·汤森（Jacob Tonson）辩护时，又一次引起了时人的注意。这段时间里，他与勞合·凱尼恩（Lloyd Kenyon）、約翰·鄧寧（John Dunning）两人建立了深厚友谊，但并未取得事业上的成功。他收入微薄，曾因为于一件有关婚姻授产协议（Marriage settlement）的诉讼中失败，被时任总检察长曼斯菲尔德勋爵（Lord Mansfield）批评。1762年，他获选为内殿主管委员（Bencher），并在同年获封为御用大律师（KC）。
1765年6月，托利党政治家，贝德福德伯爵（Earl of Bedford）重要追随者韦茅斯勋爵（Lord Weymouth）获任为爱尔兰总督（Lord Lieutenant of Ireland），计划任命与他有交情的瑟洛为布政司（Chief Secretary），但这个计划还未实现，他就在同年8月被辉格党同行赫特福德伯爵取代。但贝德福德伯爵仍想将瑟洛带入政坛，于是，他在同年12月支持瑟洛出选斯塔福德郡塔姆沃思自治市下院议员。瑟洛成功当选后，很快成为下院法律权威与贝德福德派的重要发言人。他与所属派系贝德福德派的主张一致，认为英国对北美殖民地拥有管辖权，也反对国内的激进主义者，如約翰·威爾克斯（John Wilkes）。1769年，他被内殿、塔姆沃思自治市分别选为準教授（Reader）与特委法官（Recorder）。

### 转折

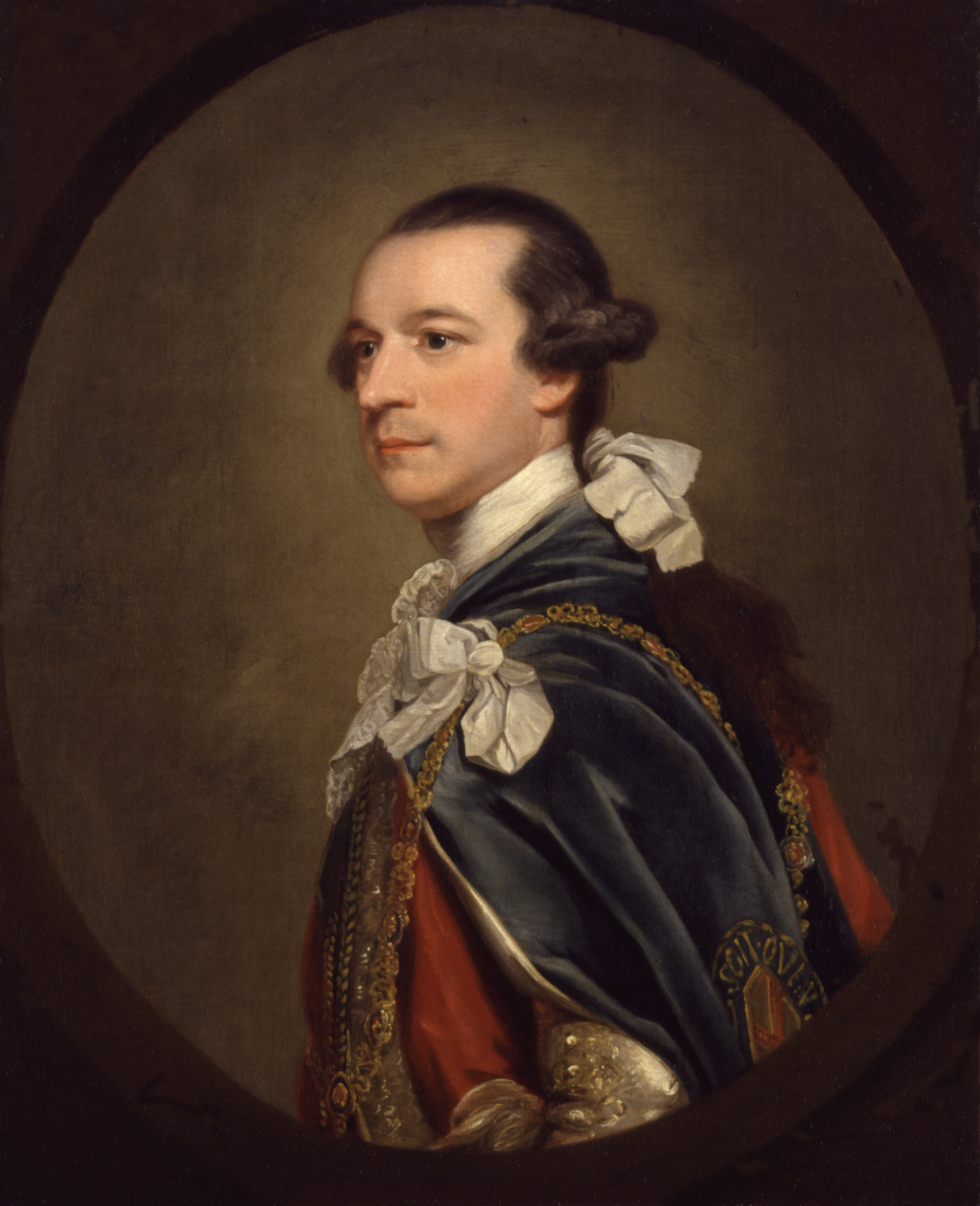
罗金汉侯爵

不久后，瑟洛的事业迎来了转变，即他卷入了一件轰动一时的案件，道格拉斯诉汉密尔顿案。法院的判决是道格拉斯胜诉，但瑟洛在一间咖啡厅中对其他人说判决是错误的。消息很快传到道格拉斯那里，道格拉斯随即派出一名代理人，与瑟洛决斗，双方都没有在决斗中受伤。上院最后推翻了法院的判决，这件事令他名噪一时。
瑟洛进入下院时，首相罗金汉侯爵正处理印花税的问题，他企图取消印花税，消除北美殖民地人民的不满，瑟洛当时反对罗金汉侯爵取消印花税。查塔姆伯爵上台担任首相后，瑟洛所属派系加入了政府。到了诺斯勋爵执政时期，他先后获任为法律政策專員、总检察长。他经常就政府立场合法性这个问题，在下院中发言。瑟洛对葛斯比号事件（Gaspée Affair）的反应十分强烈。他也支持诺斯勋爵在1774年引入的、针对北美殖民地的惩罚性立法，但支持力度不如之前那样大。
1777年，大陆军在萨拉托加战役（Battles of Saratoga）中击败英军，同年，法国加入战争，与北美殖民地一起对抗英国。诺斯勋爵因此受到猛烈批评，为应对批评，他寻求更强硬的政策。乔治三世也提出升迁与自己观点相近的瑟洛为大法官。1778年6月3日，瑟洛正式获任为大法官，又获封为萨福克郡阿什菲尔德的瑟洛男爵（Baron Thurlow of Ashfield, Suffolk），升入上议院，同时获任为枢密院委员（PC）。

### 初任大法官

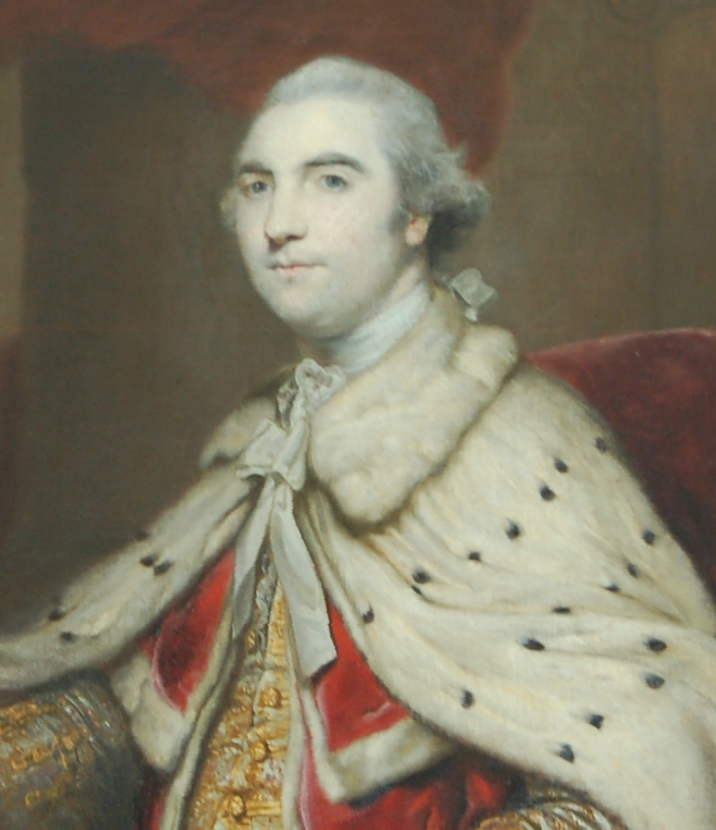
谢尔本伯爵

上任后，瑟洛工作十分认真，出席率十分高。他在辩论中采取的态度十分进取，令到对手对此颇有微言，他也因此获得了“老虎”（Tiger）的外号。曾有人取笑瑟洛出身低微，他巧妙地反驳了对方。英军在北美逐渐失利，瑟洛所属的贝德福德派，对政府的态度，也逐渐转变。1779年，在政府中担任阁员的贝德福德派，如高尔勋爵（Lord Gower）与韦茅斯勋爵大多都辞去了政府职务，唯有瑟洛继续留在政府里，因为他把国王利益看得更重。同年秋季，他参与了机密的政府改组工作。瑟洛对诺斯勋爵的悠游寡断，日益不满，到了后来更不加掩饰地表达出来，甚至在上院发言反对政府举措，这引起了一些同事的反感。首相诺斯勋爵因此说他“在内阁里反对一切事情，不提任何意见，不决定任何事情。”有谣言说瑟洛正密谋叛乱，推翻现届政府，并以贝德福德派政府取而代之。后来，他证明这个谣言只是无稽之谈。瑟洛虽然不亲近天主教，但是，他仍然支持乔治·萨维尔爵士（Sir George Savile）在1778年引入的天主教徒法令（Papists Act），这是一系列的罗马天主教救濟法（Roman Catholic relief bills）中的第一個法令。他反对两年后出现的戈登暴徒（Gordon rioters）的主张，阻止他们废除这个法令。瑟洛的兄弟托马斯在暴动中，曾受到暴徒袭击，险些丧命。
约克镇围城战役过后，诺斯政府在下院失去了优势，罗金汉侯爵，取代诺斯勋爵，与谢尔本伯爵组成联合政府，成为首相。罗金汉侯爵在国王的压力下，留用瑟洛。瑟洛与罗金汉侯爵意见相左，发生了不少冲突。1782年7月1日，罗金汉侯爵突然逝世，其首相职位，由谢尔本伯爵顶替，瑟洛在新政府内继续担任大法官。谢尔本伯爵与他立场相近，政府中的罗金汉派，也所剩无几了，所以，他与其他人的发生冲突的次数，大为减少了，他对政府的支持，也变得坚定。1783年，谢尔本伯爵提出与北美殖民地和谈，提议被下院否决，瑟洛在上院为提议辩护，免得提议被上院否决，英国最后成功与美国达成和约。同年4月，谢尔本政府倒台，取而代之的是福克斯-諾斯聯盟，联盟没有像上届政府那样，留用瑟洛，大法官的权力，改由一个委员会行使。令瑟洛更为愤怒的是，他的政敌拉夫堡勋爵（Lord Loughborough）也是委员会的委员之一。

### 再任大法官

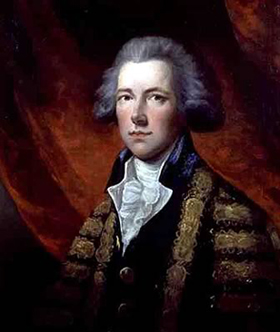
小威廉·皮特

1783年11月，福克斯-诺斯联盟政府在议会内引入印度草案，受到议会内外人士反对。乔治三世通过坦普爾勋爵，警告上院议员，不要支持草案，趁机推翻联盟政府。瑟洛也在上院辩论中，猛烈批评福克斯、诺斯勋爵等人，说他们企图将印度直接纳入自己的控制之下。联盟政府果然倒台，年仅24岁的小威廉·皮特组成新政府，上台执政。同年12月23日，瑟洛获小皮特任命为大法官，他对缺乏支持的小皮特政府至关重要。1784年3月，为了在下院中取得优势，小皮特解散议会，提前举行大选。经过一轮激烈的斗争后，小皮特在下院中取得了优势，席位比对手多出一百个。
小皮特上任初期，还要依靠国王，瑟洛在政府中担当了重要角色。他运用自己的口才，为小皮特引入的法令辩护，当中包括有关爱尔兰贸易的法令。虽然，瑟洛曾反对进行小规模的议会改革，也曾在私底下批评军事干预尼德兰的提议，但是，他与同事之间的关系依然良好。在奴隶贸易的问题上，政府官员分成了两派，一派主张禁止奴隶贸易，另一派则主张不公开支持废奴运动，瑟洛个人则反对废除奴隶制，不满小皮特倾向于废奴主义者。

### 失势

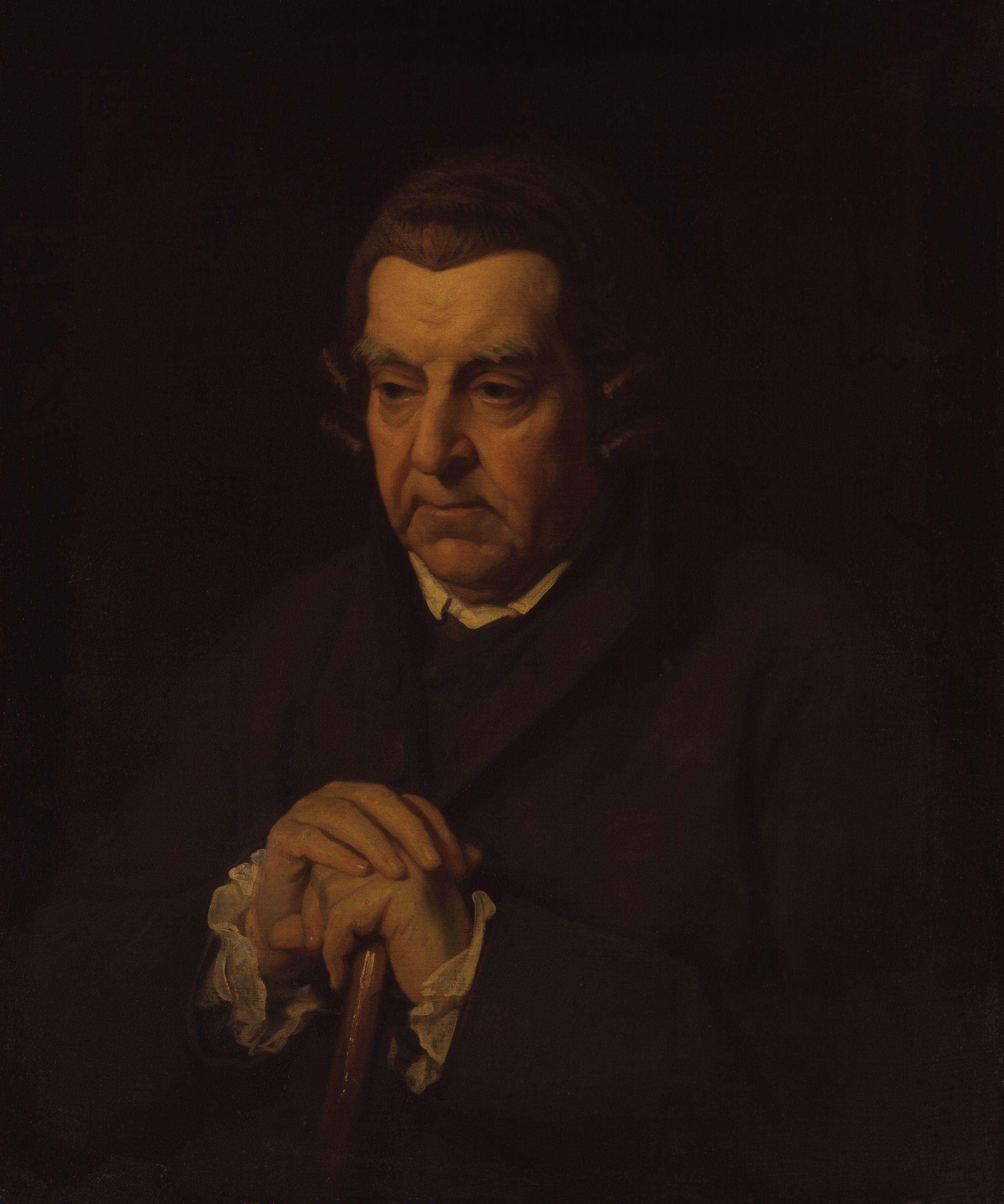
瑟洛勋爵

1788年，乔治三世突然精神失常，无法处理国务，国会就其子威尔士亲王应否出任摄政，展开了辩论。威尔士亲王宠信福克斯等人，出任摄政后，很有可能任命福克斯为首相。瑟洛既担心自己因此失去官职，又担心政敌拉夫堡勋爵会取代他，开始考虑投向福克斯一派。正当议会准备通过摄政草案之时，乔治三世突然康复，福克斯担任首相的希望由此破灭。事后，小皮特对瑟洛的信任大不如前，更在1790年提出册封威廉·格伦维尔为贵族，使他升入上院，取代瑟洛。格伦维尔勋爵在遇到重大问题的时候，会咨询瑟洛。但瑟洛仍感到自己被小皮特刻意无视，开始产生不满情绪。他公开批评其他官员制定的政策，使得小皮特与格伦维尔勋爵对他更为反感。1792年，瑟洛又猛烈批评偿债基金草案，小皮特与格伦维尔勋爵忍无可忍，以辞职要挟乔治三世，要求他辞退瑟洛。瑟洛得知此事后，极力补救，希望能保住官职，最终都无功而返。同年6月，他正式离任，再获封为萨福克郡瑟洛的瑟洛男爵（Baron Thurlow of Thurlow, Suffolk），鉴于他没有合法子嗣，所以，国王特许这个爵位传予其侄子。而且，他还能保留在财政部的职务。瑟洛离任的消息震惊了伦敦各界，有人甚至预言，他只是“暂时”离任，很快就会回到政府。退出政坛后，瑟洛与乔治三世一直保持联系，但两人之间的关系，已经不及当年那么亲密。

### 晚年
瑟洛离任前，参与了对好友沃伦·黑斯廷斯的聆讯，他出尽全力，为黑斯廷斯辩护。聆讯还未结束，他就失去了大法官职位，但他如常出席上院会议，投票为好友脱罪，最终，议会裁定对黑斯廷斯的指控不成立。退出政府后，瑟洛多次发表演说，批评政府政策。他的晚年过得不是太好，他的私生女卡罗林（Caroline）随人私奔，令他十分愤怒，而他的生活也缺乏意义，更没有令他欢快的人陪伴。这段时间里，瑟洛经常去做水疗，去海滨度假地打发时间。1806年9月12日，他在東薩塞克斯郡布赖顿逝世，并于同月25日下葬于伦敦圣殿教堂。他的爵位由侄子埃德蒙（Edmund）继承。

## 感情生活
没有足够证据显示，瑟洛曾经结婚，但有证据证明，他曾与两名女子发生关系。第一名女子是坎特伯雷教长（Dean of Canterbury）约翰·林奇（John Lynch）之女凯瑟琳·林奇（Catherine Lynch），她在1760年为瑟洛诞下一子，但自己也在分娩时死亡。第二名女子是瑟洛常去的咖啡店Nando的店主的女儿，波莉·汉弗莱斯（Polly Humphries），她为瑟洛诞下三女。

## 流行文化
瑟洛曾在1991年英国戏剧《疯狂的乔治三世》（Madness of George III）中出现，并由托马斯·惠特利（Thomas Wheatley）饰演。三年后，有人把这部戏剧改编为电影《疯狂的乔治王》，并由尼古拉斯·海特勒爵士（Sir Nicholas Hytner）担任导演。电影中的瑟洛由约翰·伍德（John Wood）饰演。